# エーリッヒ・ホーネッカー
エーリッヒ・ホーネッカー（Erich Honecker, 1912年8月25日 - 1994年5月29日）は、ドイツ民主共和国（旧東ドイツ）の政治家。ドイツ民主共和国第3代国家評議会議長（在任：1976年 - 1989年）およびドイツ社会主義統一党書記長（在任：1971年 - 1989年）。
1971年に前任のヴァルター・ウルブリヒトを事実上失脚させて権力を掌握したが、産業の国有化などの中央集権化を図って東ドイツ経済を硬直化・悪化させて財政破綻の危機を招いた。東ドイツの旧体制を象徴する人物であり、1989年の東欧革命で失脚した。

## 経歴

### 青年期
炭坑夫の父の6人兄弟の3番目の息子としてノインキルヒェンに生まれる。10歳で地元の共産党少年団に加入し、続いて1926年にはドイツ共産党（KPD）青年部（Jugendverband）に参加。16歳で地元部長に就任し、17歳でドイツ共産党に正式入党していた。
学校卒業後に徒弟修業先（マイスター）が見つからなかったため、2年ほどポンメルンで農家の手伝いをし、その後は屋根職人の伯父を手伝っていたが、1929年に国際レーニン学校に入学するためモスクワに行った。1931年に帰国、地元共産党の指導に従事する。
1933年、ドイツではナチスが政権を掌握したが、当時のザール地方は国際連盟（実質的にフランス領、ザール (国際連盟管理地域)を参照）の管理下にあったため共産党は活動できた。1935年に住民投票でザール地方のドイツ帰属が決まると、ホーネッカーは他の党員と共にフランスに亡命したが、後に地下活動のため潜入したベルリンでゲシュタポに逮捕された。1937年には共産党活動で10年の懲役が宣告され、第二次世界大戦の終了間際まで拘束された。
ドイツの敗北直前の1945年5月6日に、屋外作業のため外出した隙をついて脱走した。後にソ連軍によって直接監獄から解放されたと宣伝されたが、これはソビエト連邦（以下ソ連）との友好のアピールを目的とした「歴史の修正」であったと考えられている。

### 社会主義統一党

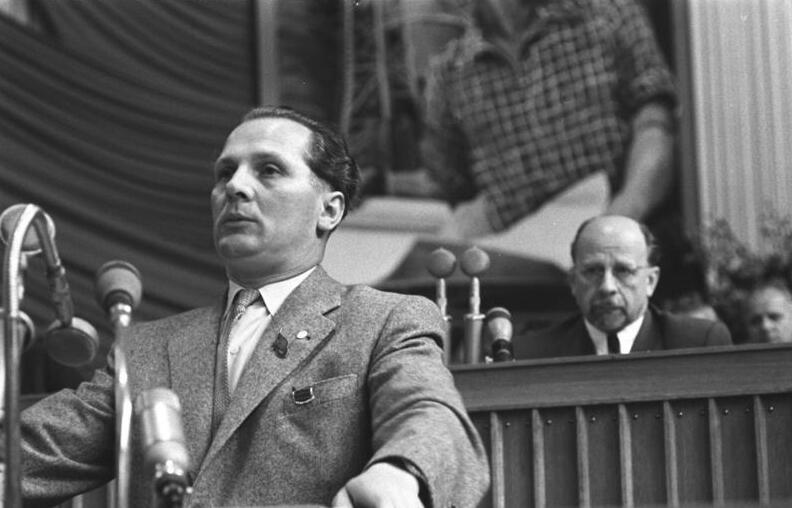
SEDの党大会で演説するホーネッカー（1958年）
_{後方の人物がウルブリヒト}

戦後ホーネッカーは、猜疑心の強いヴァルター・ウルブリヒトによる党査問会を経て、その下で活動を始めた。1946年には旧KPDと東ドイツのドイツ社会民主党員によって組織されたドイツ社会主義統一党（Sozialistische Einheitspartei Deutschlands, SED）の創立メンバーとなった。同年ホーネッカーはFDJ（自由ドイツ青年団）の創設者の一人となり、長らくその会長を務め、のちに小学校低学年からなる党の組織である「ピオネール」の子供たちからは「エーリッヒおじさん」として親しまれるようになる。
1946年10月の選挙で大勝し、ホーネッカーは短命な議会でSEDのリーダーシップを獲得した。そして、ドイツ民主共和国は社会主義国家として1949年10月7日に成立した。そこでホーネッカーは1950年から中央委員会書記局の局員候補、1958年からは正式局員になった。研修のためモスクワに滞在していた1956年には、ニキータ・フルシチョフによる「スターリン批判」を直接経験することになった。
ホーネッカーは中央委員会の国防担当委員として1961年にベルリンの壁の建設を担当した。ソ連指導者のブレジネフと良好な関係を保ち、ウルブリヒトが1960年代以降導入した「新経済システム」を修正主義として批判し、ブレジネフの支援下で党内に反対の声を広げていった。

### 最高指導者

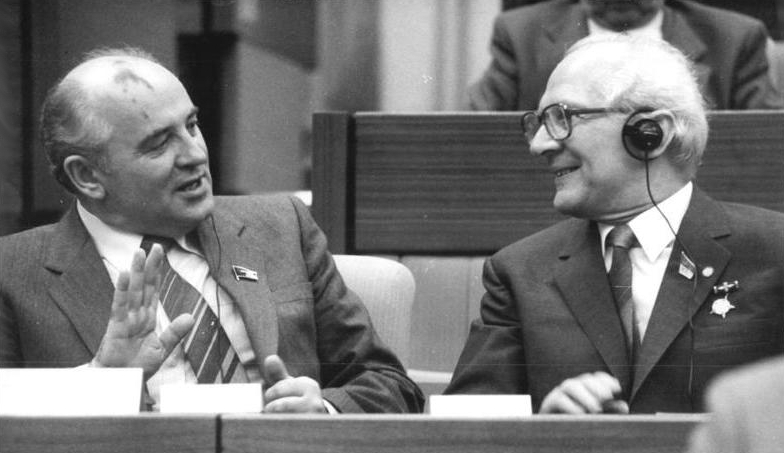
SEDの党大会でのミハイル・ゴルバチョフ (左)と（1986年）

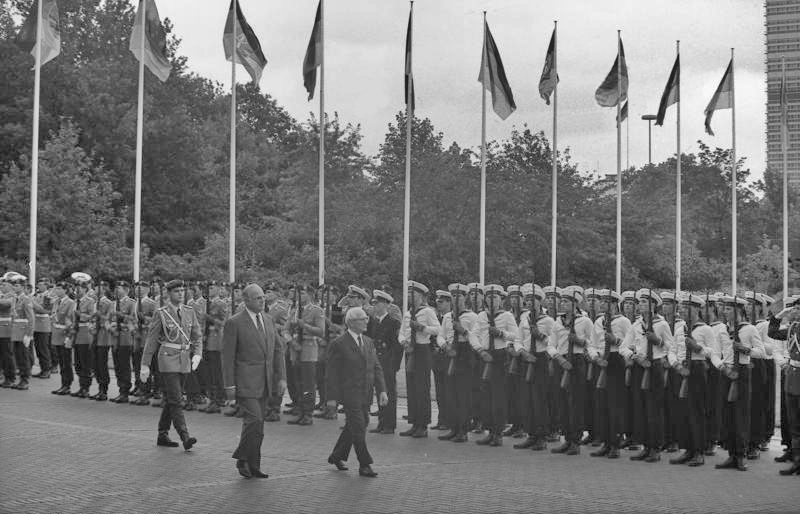
西ドイツの首都ボンを訪問したホーネッカーと西ドイツ首相ヘルムート・コール（1987年）

1971年1月、ホーネッカー以下13名の政治局員とその候補が連名でウルブリヒトの解任をソ連のブレジネフに要請した。ウルブリヒトはソ連指導部の圧力もあり、その後5月、表向きには「老齢と健康上の理由」で辞任しホーネッカーは代わって第一書記（後に書記長に改称）に就任し、東ドイツの新たな指導者となると同時に国防評議会議長に就任した。
1973年8月のウルブリヒト（第一書記辞任後も、国家元首である国家評議会議長の職には残っていた）の死後、暫くの間は、SED最高指導者（つまり実質的な東ドイツの最高指導者）のホーネッカー、首相にあたる閣僚評議会議長ホルスト・ジンダーマン、元首である国家評議会議長ヴィリー・シュトフに権限が分かれた「トロイカ体制」的な体制が採られたが、1976年10月になると人民議会によってホーネッカーが国家評議会議長にも選出され、名実ともに東ドイツの最高権力者となり、権力を一身に集めることになる。なお、ホーネッカーの前任者であったシュトフは閣僚評議会議長に格下げされ、閣僚評議会議長だったジンダーマンは、儀礼的な役職の人民議会議長へ格下げされた。一方、ホーネッカーはウルブリヒトの名を冠した街路や工場、公共施設などを改名し、公式の歴史叙述からもウルブリヒトの存在を葬り去った。
ホーネッカーは中央委員会経済担当書記にギュンター・ミッタークを任命し、秘密警察・国家保安省（シュタージ）大臣にはエーリッヒ・ミールケを任命した。この三頭体制は、誰にも邪魔されることなく、東ドイツの支配階級、つまり約520人の党・国家幹部のエリートたちのトップとなった。
また、ホーネッカーは中央委員会アジテーション・プロパガンダ部門書記官であったヨアヒム・ヘルマンと日常的に党のメディア活動に関する協議を行い、党機関紙「ノイエス・ドイチュラント」のレイアウトや、国営テレビの報道番組「アクトゥエレ・カメラ」のニュース構成までをも決めていた。ホーネッカーは、シュタージにも重要な意義を認め、週に一度はミールケと長い議論を行っていた。
ホーネッカーは就任当初、デタントの波に乗って西ドイツと相互承認条約を結んで国交を樹立し、さらに国際連合加盟を実現する外交的成功を収めた。内政でも当初は文化政策を中心に開放を目指し、改革派と見られた時期もあった。しかし次第にその体制は硬直化してシュタージによる反体制派の取り締まりが激化していった。ホーネッカーは東西国境の対人地雷を拡充し、国境の逃亡者には容赦のない射殺を命令した。1974年に彼はこのことについて「銃器を効率良く使った同志は賞賛されるべきである」 と述べている。
同年憲法を改正し、第1条で「東ドイツは労働者と農民の社会主義国家である」と規定し、「労働者階級とそのマルクス・レーニン主義政党の指導の下に置かれる」と、党の指導性を明記した。また、第6条では、東ドイツは「ソ連と絶えず分かちがたく結びついている」として、条文からはドイツという文字が消え、ソ連との繋がりを強調した。
経済政策では「新経済システム」で企業の独自採算制を認めるなどして生産性を高め、経済を発展させた前任のウルブリヒトとは異なり、産業の国有化や中央集権化を進めた。ホーネッカーは1973年5月、SED中央委員会の会議において「現実社会主義」という言葉を用いて自身の政治概念を説明している。彼は東ドイツの党員や市民たちがよりよい未来を渇望するのではなくて、むしろ今を生きる世代が必要とする希望と需要に可能な限り向き合うべきであるとした。
しかし1970年代後半以降に西側諸国が経済構造の転換を進めたのに対して、統制経済・官僚主義のもとで硬直化した東ドイツの経済状況は悪化し、生活水準を維持するために西独から数十億ドイツマルクの経済支援を仰ぐようになった。にもかかわらず、ホーネッカーは1981年に西ドイツ首相ヘルムート・シュミットをフベルトゥスシュトック狩猟邸に招待した際に、東ドイツについて「経済的に世界水準に達し、世界で最も重要な産業国のひとつになった」と述べた。当時の様子を振り返ってシュミットは、ホーネッカーを「頭が良くない」（Mann von beschränkter Urteilskraft）と思ったと述べている。同年には訪日し、日本大学から名誉博士号を受ける。日本の目覚ましい経済成長に強い関心があったようである。
こうした経済問題にもかかわらず、ホーネッカーは1980年代に国際的な評価を求め、1987年9月7日には西独を訪問し、首相ヘルムート・コールとボンで会談した。西独周遊期間にはデュッセルドルフ、ヴッパータール（エンゲルスの出身地）、エッセン、トリーア（マルクスの出身地）、バイエルンにも訪問。9月10日に自身の生誕地ザールラントに訪問した際には、いつかは国境がドイツ人を切り裂くことはなくなるだろうということを感情的に演説している。なお、この周遊は、1983年に企画されたが、当時は東西間の関係に疑念を抱いていたソ連の指導部から妨害されており、ゴルバチョフ政権になってから実現したものである。翌1988年にはフランスを訪問し、更に訪米も希望していたが、果たされることはなかった。
1981年2月、ホーネッカーは「二つのドイツ問題」に関して、「社会主義はいつの日にか西側のドアを叩くことになる」と発言し、あくまで東ドイツの優位を主張した。この頃にはSEDの党員数は230万人を数えるようになり、ホーネッカーの権力基盤も盤石であるかのように思われる一方、政治局会議はルーティン化して久しかった。1983年にはホーネッカーの子飼いで後に「プリンス」と揶揄される程の側近であったエゴン・クレンツが、1984年にはSED機関紙『ノイエス・ドイチュラント』編集長で後に東ベルリン党第一書記となるギュンター・シャボフスキーら4人が加わったが、SED最高指導部の人事と同じく、政府首脳人事も代わり映えしなかった。
1980年代後半にソ連でミハイル・ゴルバチョフ書記長が政治改革（ペレストロイカ）を始めた時も、強硬路線のマルクス・レーニン主義者としての姿勢を崩さなかった。他の東欧の社会主義国と違って、分断国家である東ドイツでは「社会主義のイデオロギー」だけが国家の拠って立つアイデンティティであり、政治の民主化や市場経済の導入といった改革によって西ドイツとの差異を無くすことは、国家の存在理由の消滅、ひいては国家の崩壊を意味するため、東欧に押し寄せた改革の波に抗い続けていたのである。しかも、その「変革」の波はそれまでホーネッカーらSEDが散々スローガンとして主張してきた「ソ連に学ぶことは、勝利を学ぶことを意味する」という、正にそのソ連からやってきたのである。
国内ではシュタージによる束縛をひたすら行うばかりであり、反体制派は教会などの少数のコミュニティに追い立てられるのみであった。
1988年、ホーネッカーは「東ドイツカラーの社会主義」なるものを打ち出すようになり、事実上ゴルバチョフと対立。同年11月には体制引き締めを図る観点からペレストロイカの情報を伝えるソ連の雑誌『スプートニク』に対する郵便・新聞管轄局の認可を取り消し、実質的な発禁処分とした。これに関して、ホーネッカーらは発禁処分に至った理由を独ソ友好関係の強化に貢献するどころか、歴史を歪曲するものと説明していたが、発禁された雑誌「スプートニク」の10月号では1939年8月の独ソ不可侵条約の締結時に交わした秘密付属議定書の内容に触れ、当時のナチス・ドイツとソ連との間で「利益領域の分割」を規定したことに言及したものであったため、東ドイツ国内の知識人からの反発を招いたほか、政権内でもこの措置に賛成する者は少数にとどまり、「ヒトラー・ファシズムに対する反ファシストの英雄的闘争を中傷するもの」という説明に、古参党員が党幹部に憤慨を募らせるなど、かえって事態を悪化させた。ホーネッカー自身は、「ソ連共産党とソビエト連邦の歴史を、ブルジョア的な観点から書き換えたいと思っているような、暴れだした馬鹿なプチブルの叫びに心を動かされないよう」にと、第7回中央委員会の直後に感情を露わにしている。
この頃、シュタージの報告は現場の悲鳴を伝えていた。各企業や地域から上がってくる報告では、もはや計画経済の実施は保証できないと言った声や、党指導部は本当の状況を知っているのかという質問まで飛び交っている。SED指導部は、シュタージ以外のルートからもこの情報を普通に目にすることができた。SEDの中には経済状況に危機意識を持つ党員もおり、ゴルバチョフに呼応して改革の導入を訴える者もいた。しかし、改革が社会主義体制を変質させ、これまでの権力基盤を掘り崩すことになると考える者も多く、党内は割れ始めていた。

### 失脚

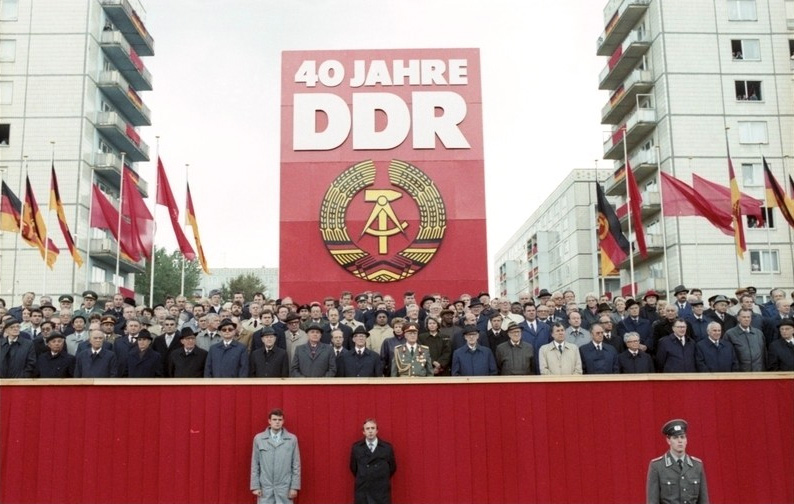
東ドイツ建国40周年式典に出席したホーネッカーやゴルバチョフら東側諸国の首脳陣

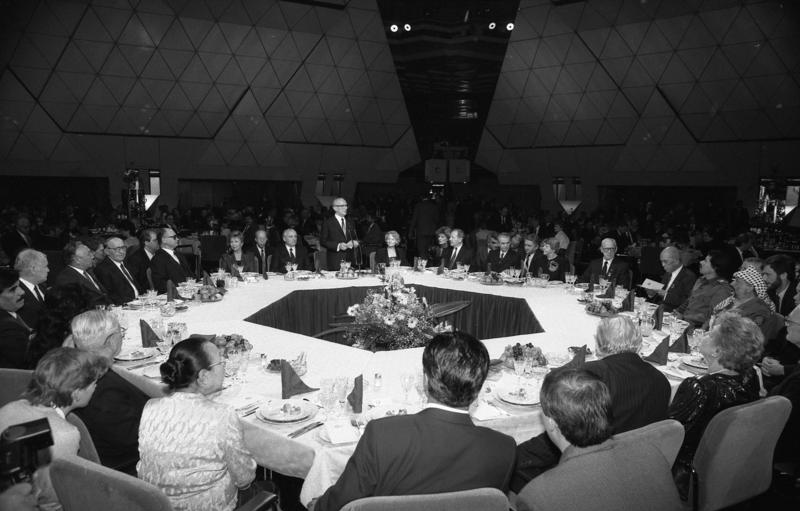
共和国宮殿で行われた建国40周年記念晩餐会で、東側諸国の首脳らを前に挨拶をするホーネッカー。これが彼にとって最後の晴れ舞台となった（1989年10月7日）

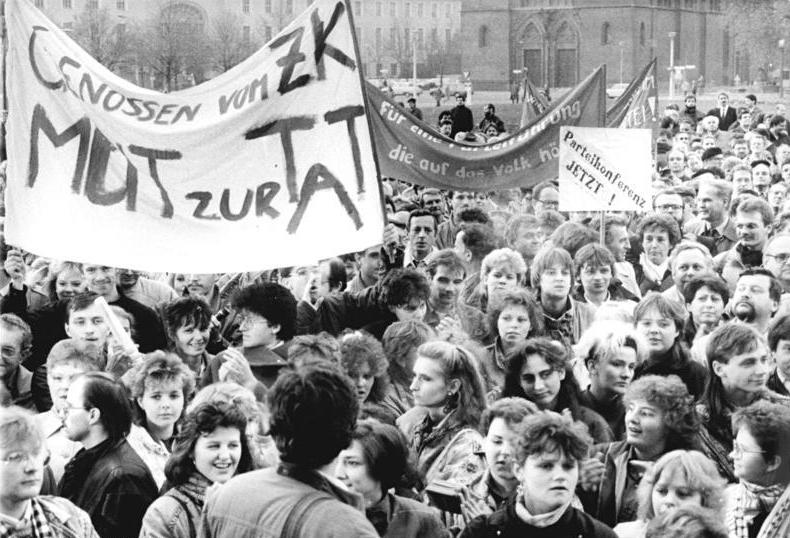
政治局員の行動を求めるデモ

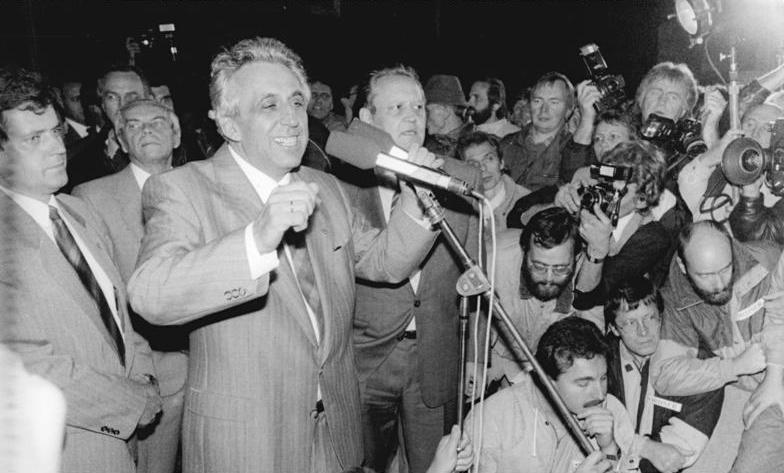
エゴン・クレンツ

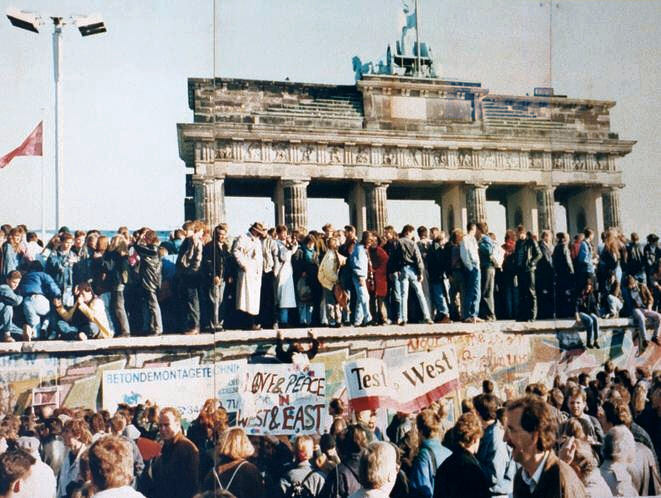
崩壊したベルリンの壁（1989年11月9日）

1989年、自由選挙によるポーランド統一労働者党の潰滅を嚆矢として東欧革命が始まったことにより、東欧革命の波涛は東ドイツにも及ぶこととなり、これより民衆の抗議活動に歯止めが利かなくなっていった。5月2日、既に改革を進めていたハンガリーのネーメト政権は、自国内に亡命・滞留していた東ドイツ国民を西側へ逃すべくゴルバチョフの内諾を得た上で、「財政上の理由」を口実にオーストリアとの国境線に張り巡らされていた鉄条網の撤去を開始した。翌5月3日、SEDの政治局会議でホーネッカーは「このハンガリーの連中は、一体何をたくらんでいるんだ！」と怒鳴った。ホーネッカーはそれが何を意味するか分かっていたからである。東ドイツ政府は直ちにハンガリーに抗議し、東ドイツ国民の強制送還を要求するが、元より実効性は無かった。それどころか、国境開放を知った東ドイツ国民の大量出国の波が止まらなくなる。「鉄のカーテン」はこうして綻び始めたのである。
このような状況の中、5月7日に地方議会選挙が実施された。当時の社会状況からしてSEDがそれまでと同じ高投票率、高支持率を得られないことは明白であり、実際少なくない有権者が反対票を投じた。選挙管理委員会は公式の集計結果を従来通り、およそ99％の投票率で反対票はごく僅かであったと発表する。しかしながら、実態と明らかに隔離しており選挙を監視していた反体制派は不正選挙だと断じ、選挙結果の改ざんを問題視する請願をホーネッカーに向けて提出するためのデモを行うも、SEDはこれを力ずくで抑え込んだ。
6月4日、中国で発生した天安門事件に対してホーネッカーらSED幹部が支持を表明したことも国民の強い反発を招いていた。夏の休暇シーズンになると多くの東ドイツ国民が休暇を利用してハンガリーやチェコスロバキアへ出国した。
胆嚢炎の治療の為、政務を離れていたホーネッカーは8月に一時復帰したが、事態を憂慮するエゴン・クレンツ（治安・青年問題担当書記、政治局員、国家評議会副議長）の進言にも「それがどうした」と言うだけで意に介さず、進言したクレンツに対しては長期休暇を命じて政権中枢部から遠ざけた。その直後の8月19日、ハンガリーの民主化勢力はハンガリー社会主義労働者党改革派やオットー・フォン・ハプスブルク（オーストリア=ハンガリー帝国最後の皇太子）と共同で汎ヨーロッパ・ピクニックを開催し、自国内の東ドイツ国民をオーストリア経由で西ドイツへ出国させることに成功した。その数は15万人に達したとされる。ワルシャワやプラハの西ドイツ大使館にも逃亡を望む東ドイツ国民が押し寄せる事態となる。
ホーネッカーが病気療養中で手をこまねいている間にも国民の大量出国は続き、ライプツィヒでは民主化を求めるデモ（月曜デモ）が行われるようになった。9月に入っても状況は好転せず、9月11日、ハンガリーは東ドイツ政府の猛抗議を押し切ってオーストリアとの国境を全面開放した。同月末までに3万4000人の東ドイツ国民が西側へ去っていった。
10月3日、政務に復帰したホーネッカーは出国を防ぐため、東ドイツとチェコスロバキアとの国境を封鎖する。ホーネッカーは、出国を望む人々に対して「彼らにはいかなる涙も流しはしない」という言葉を投げつけた。
10月7日、建国40周年記念式典のために東ドイツを訪問したゴルバチョフとの会談では、国内は何の問題もないと楽観視するホーネッカーの態度にゴルバチョフが業を煮やし、改革か引退かを迫った。その後行われたゴルバチョフとSED幹部達との会合でもゴルバチョフが「遅れて来る者は人生に罰せられる」とホーネッカーに対する批判とも取れる言葉を述べた のに対し、ホーネッカーは、自国の発展をまくしたてるのみであった。ホーネッカーの演説を聞いたゴルバチョフは軽蔑と失笑が入り混じったような薄笑いを浮かべて一堂を見渡し、舌打ちをした。これによって、ゴルバチョフがホーネッカーを見限ったことが、他の党幹部達の目にも明らかになった。
同日夜に共和国宮殿で行われた晩餐会が終わると、ゴルバチョフはそのままシェーネフェルト空港へ直行し、そそくさと帰国してしまった。クレンツによれば、この時ゴルバチョフは周囲に居たSED幹部達に「行動したまえ」と、暗にホーネッカーを退陣させるよう囁いたという。
この状況を見たクレンツやシャボフスキー（政治局員、党ベルリン地区委員会第一書記）らの党幹部達は、ホーネッカーの追い落としを画策し始め、まず11日の政治局会議でそれまでの政治の誤りを認める声明を採択させた。自身のそれまでの政治を否定されたホーネッカーは12日に中央委員会書記と全国の党地区委員会第一書記を集めた会議を招集すると、「国家が直面する諸問題はNATOの攻撃から生まれている」と演説し、自身への支持を訴えて巻き返そうとした。しかし、ハンス・モドロウ（ドレスデン地区委第一書記）ら各地区の第一書記からはホーネッカー批判や辞任を暗に求める発言が出るなど、全くの逆効果に終わった。これに勢いづいたクレンツ、シャボフスキーらはソ連の指導部やシュトフ首相などとも連絡を取ってホーネッカーを引き降ろす工作を進めて行った。
この時期になると月曜デモの参加者は7万人以上に膨れ上がり、「私たちはここに残る！（„Wir bleiben hier!“）」「我々が人民だ(„Wir sind das Volk“)」という声になっていた。また、人民警察によるデモ参加者への暴行の様子が西側のメディアを通じて東西両ドイツのテレビで公然と放送されるようになり、東ドイツの騒然とした社会情勢が多くの両ドイツ国民に知られるようになっていた。ホーネッカーは天安門事件を真似て、ドイツ駐留ソ連軍の力を借り軍事力でこれを鎮圧しようとした。既にホーネッカー失脚を画策し始めていた治安担当書記のエゴン・クレンツはこれに反対しており、駐東独ソ連大使ヴャチェスラフ・コチュマソフも強く反対したためにドイツ駐留ソ連軍は全く動こうとせず、ライプツィヒ・ゲヴァントハウス管弦楽団楽長のクルト・マズアが対話を呼びかけると、地元のSED幹部もこれに賛同したためにこれを断念せざるを得なかった。10月16日には、デモ参加者は12万人という規模にまで発展し、ホーネッカーは改めて武力鎮圧を主張したが、国家人民軍参謀総長のフリッツ・シュトレーレッツ大将に、「軍は何もできません。すべて平和的に進行させましょう」と反対され、軍にも反目された格好となった。
10月17日、政治局会議でいつものように議事を進行し始めようとしたホーネッカーに対し、突如シュトフが「エーリッヒ、ちょっと発言が」と言うと、続いて「ホーネッカー同志の書記長解任、およびミッターク、ヘルマン同志の解職を提案したい」と述べた。これに対し、解職対象のミッターク、ヘルマンを含めたホーネッカー以外の全政治局員が賛成を表明し、次々にホーネッカーを批判し始めた。ホーネッカーはそれに対しても顔色一つ変えなかったが、国家保安相のエーリッヒ・ミールケが「暴露してもいいんだが…」とホーネッカーの不正を示唆する発言をすると「じゃあ、言ってみろ！」と叫んだという。
ホーネッカーは観念したように解任動議を採決にかけざるを得なかった。ホーネッカーは自らへの更迭動議に賛成し、結果として全会一致で解任が決定された。後任にはクレンツが就任した。翌10月18日の党中央委員会でホーネッカーは「健康上の問題」を理由に退任したが、その際の演説でも「私は生涯を労働者階級の革命的事業とドイツの地に社会主義を打ち立てるというマルクス・レーニン主義的世界観に捧げて来た」「社会主義ドイツ民主共和国の建設と発展は、わが党及び私自身の共産主義者としての闘いの総仕上げであった」と述べ、最後まで頑迷なマルクス・レーニン主義者としての姿勢を崩すことはなかった。奇しくも、かつてウルブリヒトがソ連指導部の手により引導を渡された時と同様にウルブリヒトから権力を奪取したホーネッカー自身もまたソ連指導部の手により引導を渡される構図が再現される形となったのである。かつてと異なったのは社会の不安定が最高潮に達しているということであった。
ホーネッカーの後任のクレンツは緩やかな改革を行う一方でSEDの一党独裁制を維持しようとしたが、国内は日に日に拡大する反政府デモなどで混乱していった。
混乱の最中の11月9日、「ベルリンの壁は私の認識では直ちに開放されます」とギュンター・シャボフスキーが誤発表（本当は「旅券発行の大幅な規制緩和」について11月10日に発表される予定であった）し、これが嚆矢となってベルリンの壁は破壊された。
結局クレンツも国民の支持どころか党員の支持を得ることも出来ず、1989年12月3日にはホーネッカーを初めとする旧中央委員会の全員がSEDを除名された。SEDは支配権を奪われ東ドイツは崩壊の道を歩むことになり、これにより東西ドイツ統一へと向かう。

### 末路
1990年から1993年まで、ホーネッカーは冷戦犯罪、特にベルリンの壁を越えようとして死んだ192人に関しての訴追を回避した。ホーネッカーは1991年にモスクワへ発つ前にベルリン近くのソ連の陸軍病院に入院した。
しかし亡命先のソ連で保護が受けられないと悟ると、モスクワのチリ共和国大使館に逃げこんだ。チリは第二次世界大戦前後からドイツ系移民が多かったうえに、かつて東独はチリのピノチェト軍事政権から逃げた左派系の人々の亡命を受け入れた（第34・36代チリ大統領、UNウィメン代表を歴任したミシェル・バチェレもその一人）ため、ピノチェト政権の崩壊により、保護が期待出来た。他にも北朝鮮とシリアがホーネッカーの受け入れを申し出たといわれる。かつて多くの東ドイツ市民が西側への亡命を求めて各国の大使館に逃げ込んだのと対照的であった。
結局、ソ連崩壊後の1992年にドイツへ移送されたが、1993年の裁判では訴追免除され、娘ゾーニャの居るチリの首都であるサンティアゴへ事実上亡命した。
翌年の1994年5月29日に、肝臓癌により81歳で没した。

## 評価
ナチス・ドイツ時代、ドイツ共産党員として投獄され8年間の獄中闘争を行い、ナチスドイツに屈しなかった闘士との評価がある。
一方、ベルリンの壁を越えようとした人々を射殺するよう命じたり、ソ連のペレストロイカが始まって以降も民衆の抗議行動を弾圧するなど、負の面の評価が多く存在する。
また多くの東ドイツ国民がプレハブ工法の無機質な高層集合住宅（プラッテンバウ）に住み、大衆車トラバントが10年以上待たないと手に入らないという生活を送っていた中で、ホーネッカーはベルリン郊外、ヴァンドリッツの森の中にあるプール付きの邸宅（ヴァルトジードルング）に住み、641人もの使用人を雇っていた。しかも、ホーネッカーの趣味は狩猟で、そのための3つの別荘や特別仕様のレンジローバーを2台保有していた。さらにホーネッカーは、メルセデス・ベンツ、シトロエン・CXやプジョー・604といった多数の西側諸国の高級車を所有するという、正にブルジョワ的・ノーメンクラトゥーラ的な贅沢な暮らしをしていた。1989年のホーネッカー失脚後にこの贅沢行為が明るみに出たが、事実を知った東ドイツ国民は怒りとやるせなさで茫然自失状態に陥った。
共産党国家では、ルーマニア社会主義共和国のニコラエ・チャウシェスクと並び旧体制を象徴する存在で、もし健康を害していなければ当然法廷で責任を追及されたと見られている。その訴追裁判中止が決定されたとき、旧東ドイツ地域では抗議のデモが相次いだ。
ホーネッカーについて、ポーランド人民共和国末期の指導者だったヴォイチェフ・ヤルゼルスキは、「彼は東ドイツを冷酷非情に支配した。彼は独断家だった。だが私は、この男にダイナミックな側面をあるのを看て取っていた」、「ある日、政治的会合の後で、彼は私に特注の酸素マシーンをくれた。彼のお抱え科学者が作ったもので、皮膚の再生を促し、健康を増進するという。眉唾だとは思ったが、一応自宅に持ち帰った。だが、実際に使ってみると、これが効果がある。ホーネッカーは、ちょうどこのマシーンのような男だ―最初は彼のことを眉唾だと思うかも知れないが、実際に試してみると、期待を裏切ることはない」と一定の評価を与えている。

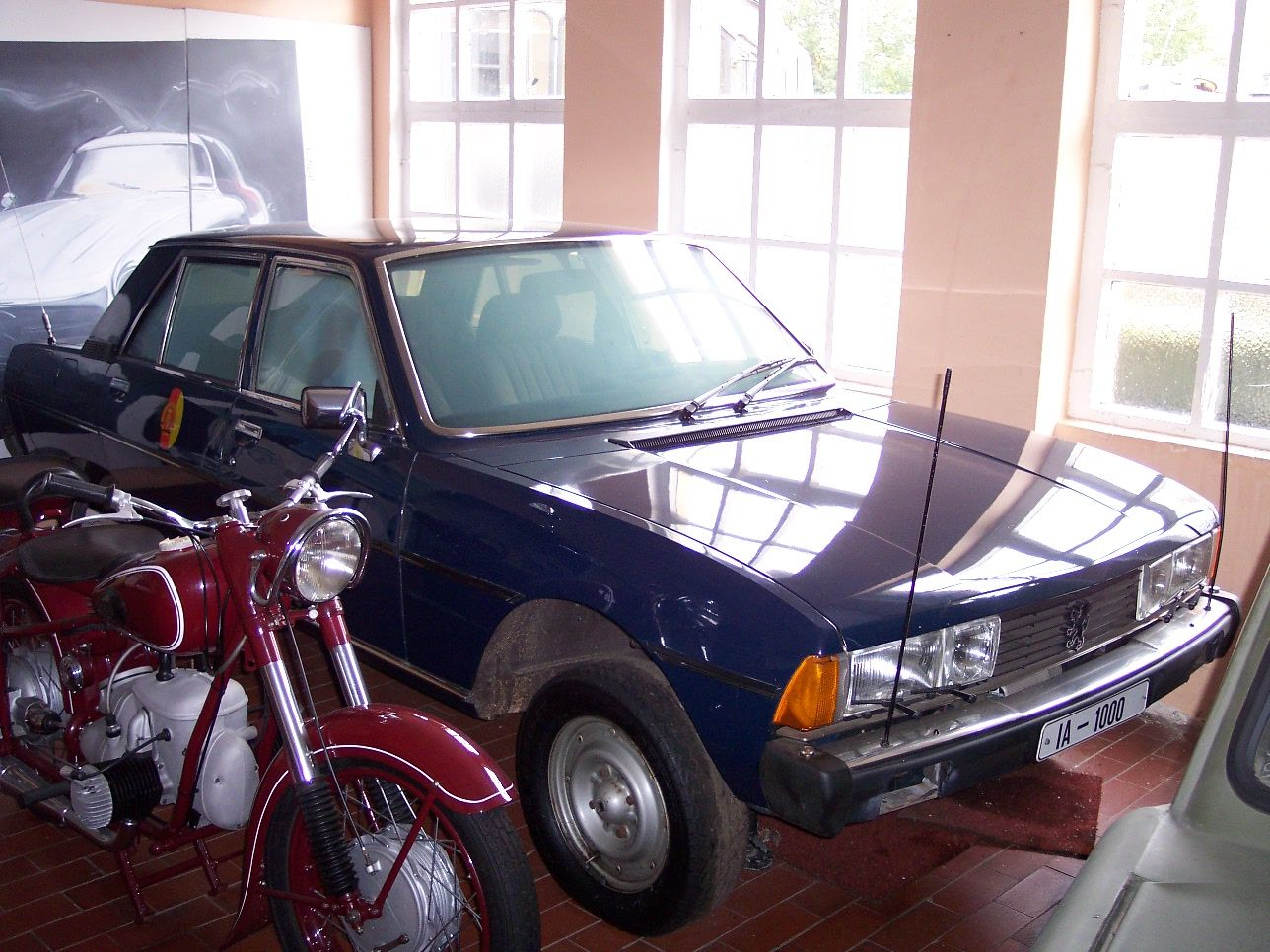
ホーネッカーの公用車、プジョー・604
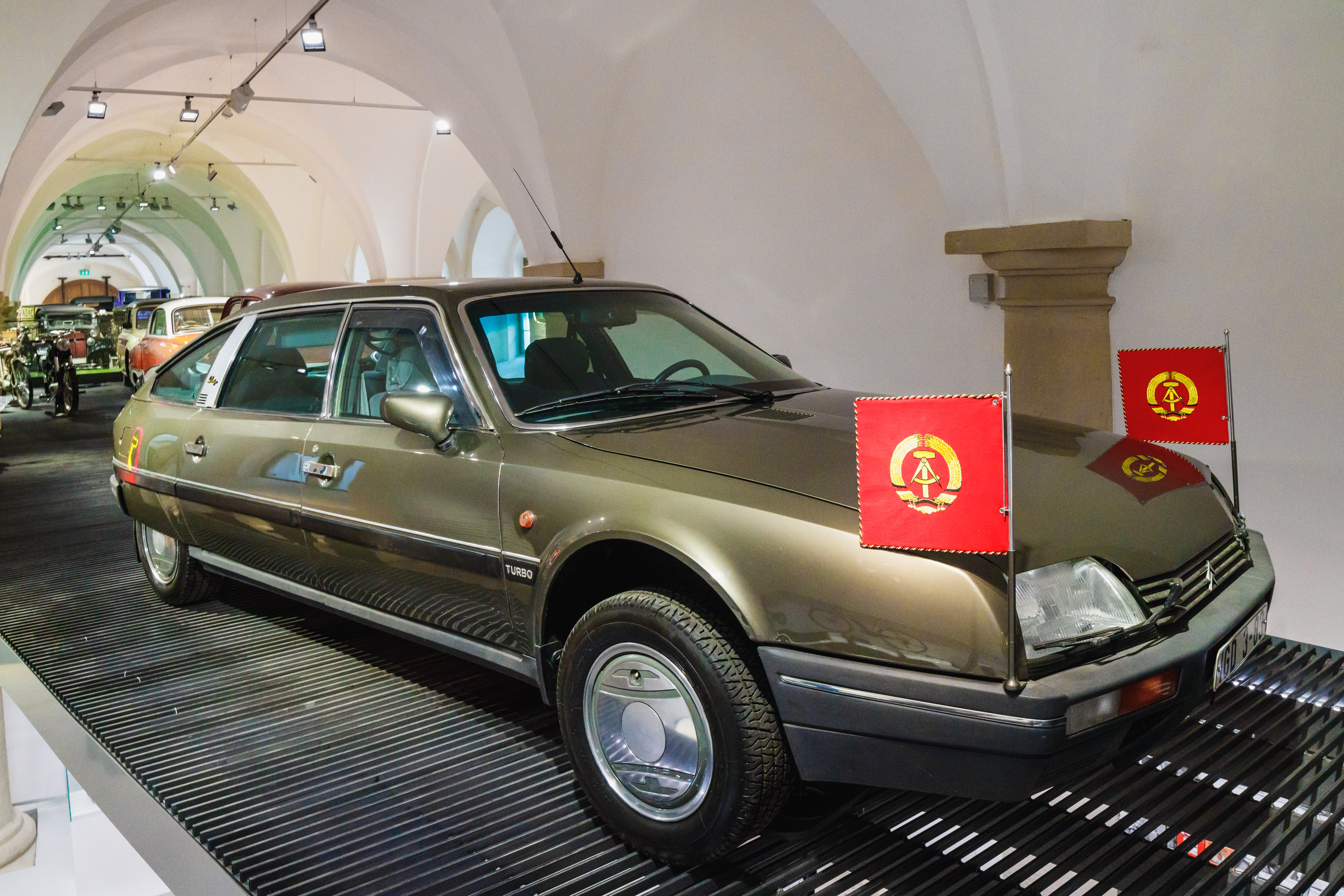
ホーネッカーの公用車、シトロエン・CXリムジン

## 家族
1947年にFDJの活動家で年上のエディット・バウマンと結婚し一女をもうけた。しかしホーネッカーは1952年に人民議会最年少議員だったマルゴット・ファイストとの間に娘ゾーニャをもうけ、翌年エディットと離婚してマルゴットと結婚した。マルゴットは1963年に東ドイツの人民教育大臣に就任し、1978年には教会や父兄の反対を押し切って高校生に軍事教練を義務化する制度を導入した。1989年のホーネッカー失脚とともに彼女も辞任した。
ゾーニャはチリ人男性と結婚して一男を儲け、そのためチリがホーネッカーの最期の地となった。マルゴット夫人はドイツの裁判所により60,300マルクを追徴され、年金が生活の糧になっていた。2000年にはチリのジャーナリストによるインタビュー形式で回顧録を出版した。

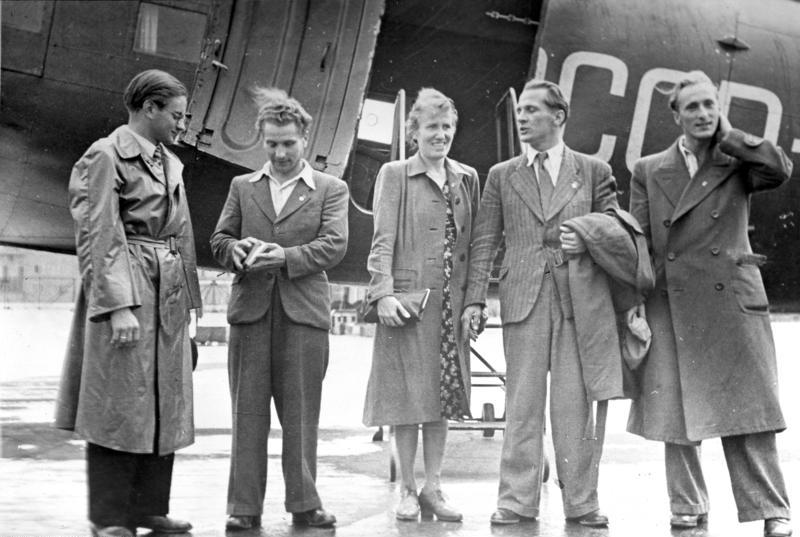
ホーネッカーと前妻エディト・バウマン（1947年8月。右から2番目と3番目の人物）。なお、右端は後に国防相となるハインツ・ケスラー。
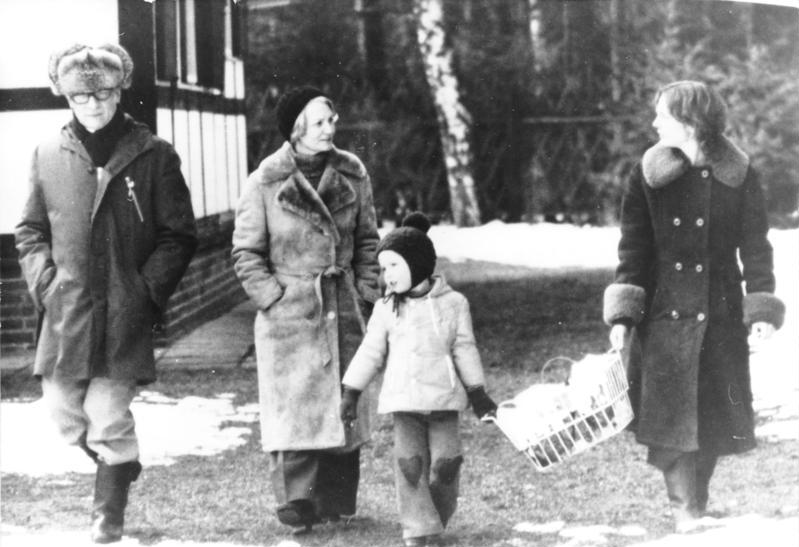
左からエーリッヒ、マルゴット、孫のロベルト、娘のゾーニャ（1977年）

## 表彰
訪日中の1981年5月、日本大学より名誉博士号。1985年、国際オリンピック委員会より金メダル勲章授与。カール・マルクス勲章受章5回。レーニン勲章受章。

## 語録
- 「存在する理由がなくならない限り、（ベルリンの）壁は50年でも100年でもあり続けるだろう」（1989年1月19日の演説。その10ヶ月後に壁は崩壊した）
- 「常に前へ、後退はありえない！」（決まり文句の標語）
- 「もはや牡牛や驢馬でさえ、社会主義の発展を停めることはできない。」（1989年10月7日、建国40周年の際の演説。この11日後に失脚。1年後には東ドイツが解体されて西ドイツに編入された。）
- 「未来は社会主義のものである。」（1980年代前半）

## 関連書籍
- エーリッヒ・ホーネッカー（著）『私の歩んだ道 : 東ドイツ(DDR)とともに』安井栄一（訳）、サイマル出版会、1981年5月。
ホーネッカーの来日時に翻訳版が出版されたホーネッカーの自伝。
- ラインホルト・アンデルト、ヴォルフガンク・ヘルツベルク 著、佐々木秀 訳『転落者の告白 : 東独議長ホーネッカー』時事通信社、1991年。（原題:Der Sturz Honecker im Kreuzverhör）
失脚直後の1990年に行ったホーネッカーへのインタビュー。自らを失脚に追い込んだゴルバチョフ、クレンツらへの恨み言を述べる一方、自らの失政やウルブリヒトからの権力奪取の過程については、自己の業績の過大評価や自己弁護に終始したものとなっている。